# Plaça del Banc de l'Oli
La plaça del Banc de l'Oli (popularment plaça des Banc de s'Oli) és una plaça de la ciutat de Palma, a l'illa de Mallorca. Està situada al centre de la ciutat, i el seu nom es deu al fet que fins al segle xix s'hi distribuïa l'oli de la ciutat.

## Història
El banc de l'oli està documentat en aquest indret d'ençà de 1496 (anteriorment es trobava vora la Quartera). El banc de l'oli era l'indret on es mesurava i venia l'oli produït a les tafones de les grans possessions oliveres de Mallorca. També s'hi recaptava un impost que gravava el comerç de l'oli: el vectigal d'oli.
De la mesura de l'oli s'encarregaven els mesuradors d'oli, que tenien un col·legi propi (diferent del col·legi dels mesuradors de blat, que estaven units als porgadors) que regulava les mesures i els preus oficials, i que es documenta ja el 1603. Per la seva banda, els traginers d'oli eren els que s'encarregaven de transportar l'oli comprat al banc, i formaven un col·legi propi (diferent del dels mesuradors i dels traginers ordinaris o traginers «de garrot») documentat de 1648.
El 1900 el nom de la plaça es canvia oficialment i s'hi posa el de Joan Palou i Coll, notari i dramaturg. El 1992, però, tornà a recuperar el nom tradicional.

## Descripció
El banc de l'oli consistia en un porxo situat al centre de la plaça, cobert de quatre aiguavessos sostinguts per columnes i envoltat per un banc de pedra, en el qual es dipositaven els odres d'oli. També hi havia un retaule de la Mare de Déu que protegia el recinte. Devora els odres hi havia unes escudelles petites per posar-hi una mostra de l'oli que estava a la venda. El 1860, aquestes instal·lacions foren desmantellades.
Actualment, el centre de la plaça hi ha un conjunt escultòric dedicat a Pere d'Alcàntara Penya, obra de Remígia Caubet. Representa una padrina recitant el poema La Colcada de Penya als seus nets.